# Campionato del mondo sportprototipi
Il Campionato del mondo sportprototipi (denominazione ufficiale in inglese: World Sportscar Championship) è stato la massima serie di competizioni per sportprototipi tra il 1972 ed il 1992.
Organizzato dalla Federazione Internazionale dell'Automobile e Federazione Internazionale Sport Automobilistico negli anni ha preso anche la denominazione di Campionato mondiale marche e Campionato mondiale endurance. Dal 1972 al 1984 il titolo veniva assegnato ai costruttori, mentre dal 1985 al 1992 alle squadre; dal 1982 al 1992 è stato assegnato anche il titolo riservato ai piloti.

## Storia

### Sportprototipi (1972-1975)

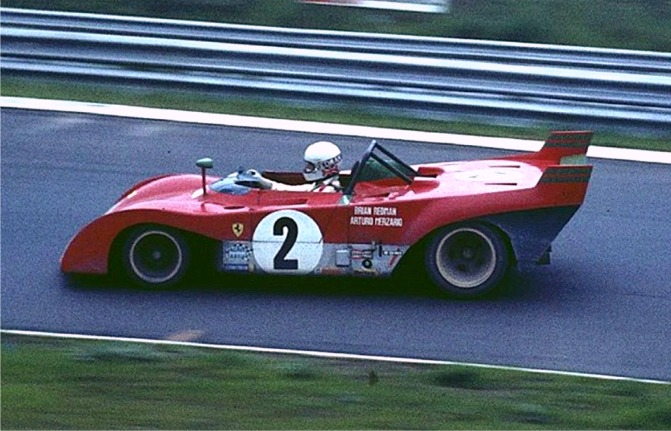
La Ferrari 312 PB nel 1972

Dal 1972 entra in vigore un regolamento che privilegia i prototipi con cilindrata limitata a tre litri denominati Sport Gruppo 5. Questo tipo di vettura, per volere della FIA, è molto vicino alle monoposto di Formula 1 con cui condivide parti strutturali e i motori: protagoniste di questo periodo sono la Ferrari, la Matra, l'Alfa Romeo e la Mirage.

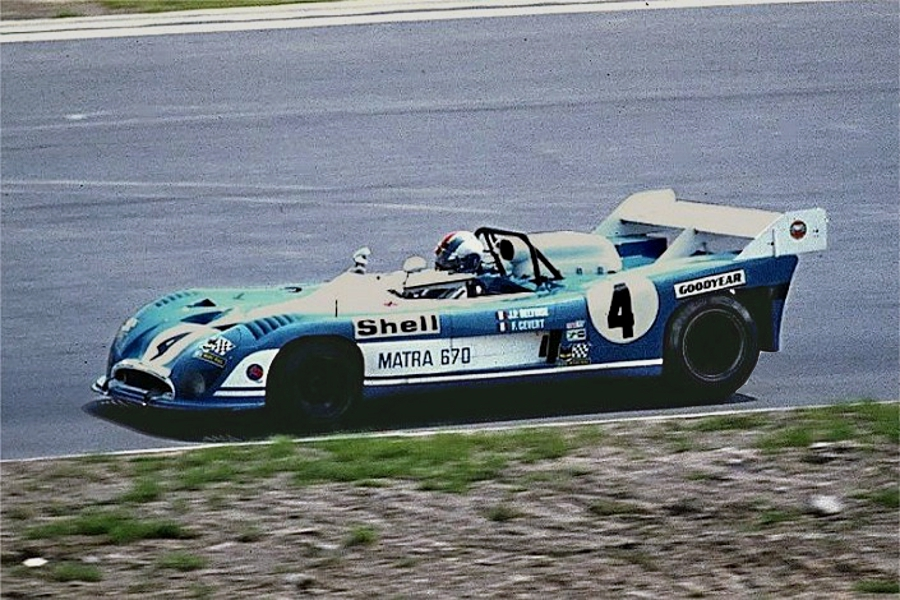
La Matra MS 670 nel 1973

La stagione 1972 viene dominata dalla Ferrari che schiera la 312 PB, pilotate tra gli altri da Jacky Ickx, Mario Andretti, Arturo Merzario e Clay Regazzoni, con cui vince le dieci prove a cui partecipa, su undici totali, conquistando il suo dodicesimo ed ultimo Mondiale marche. La Matra vince la 24 Ore di Le Mans che è il suo obiettivo stagionale mentre gli altri costruttori come Alfa Romeo, Porsche e Lola ottengono solo piazzamenti.
Più combattuto è il Campionato del 1973 con quattro case che riescono a centrare la vittoria assoluta: la Matra vince cinque prove tra cui la 24 Ore di Le Mans, la Ferrari due come la Porsche e una la Mirage. La Ferrari ottiene il maggior numero di punti assoluti ma la Matra viene premiata dal regolamento che considera validi solo i migliori sette risultati consegnando alla casa francese il primo Titolo mondiale. Quella del 1974 è la stagione della Matra MS 670 che vince nove gare su dieci compresa la 24 Ore di Le Mans per la terza volta consecutiva e conquista il secondo Campionato mondiale marche in due anni. Unici risultati di rilievo per le altre squadre sono la vittoria alla 1000 km di Monza per l'Alfa Romeo e il secondo posto a Le Mans per la Ferrari.

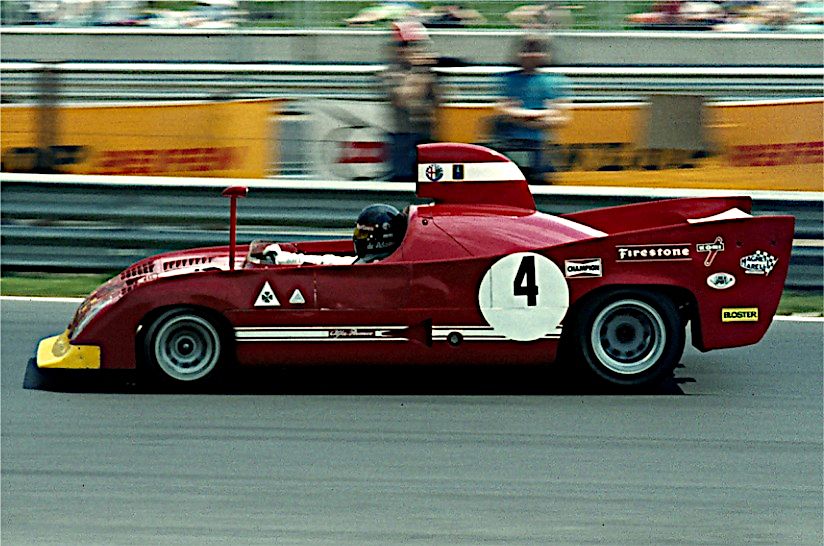
L'Alfa Romeo 33 TT12 nel 1974

Il 1975 inizia con la vittoria della Porsche alla 24 Ore di Daytona, seguita dal successo dell'Alpine-Renault alla 6 Ore del Mugello poi l'Alfa Romeo vince tutte le sette prove rimanenti con la 33 TT12, di cui quattro grazie ad Arturo Merzario, aggiudicandosi il suo primo Campionato Mondiale marche. Per la prima volta la 24 Ore di le Mans, vinta dalla Gulf GR8 di Jacky Ickx e Derek Bell, non fa parte del calendario del Campionato.
Nel periodo tra il 1972 e il 1975, complice la crisi del petrolio ma soprattutto il comportamento della FIA teso a privilegiare la Formula 1 rispetto a tutti gli altri Campionati, inizia il declino del Campionato sportprototipi che pochi anni prima era considerato il più importante in assoluto nel mondo delle quattro ruote: la televisione trasmette solo poche gare, le tribune degli autodromi sono spesso semivuote, i costi aumentano e i costruttori preferiscono dedicarsi ad altre categorie. Dalla stagione successiva il Campionato mondiale marche sarà dedicato alle silhouette, vetture da competizione derivate da macchine di serie, mentre per i prototipi verrà istituito il Campionato del mondo vetture sport che durerà solo due anni.

### Vetture di produzione speciale (1976-1981)

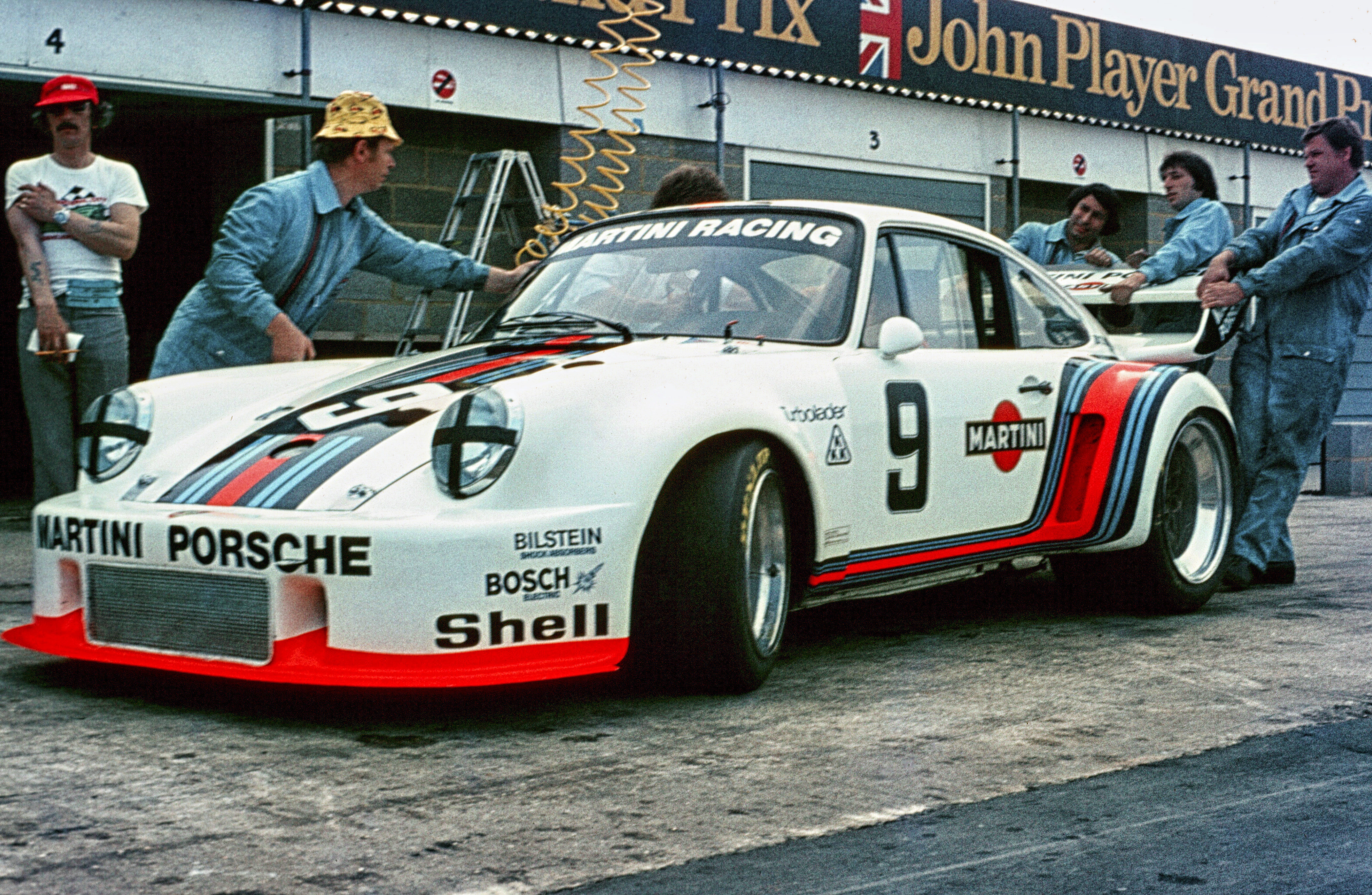
Una Porsche 935 nel 1976

La Federazione Internazionale dell'Automobile e la Commissione Sportiva Internazionale nel 1973 varano un cambio regolamentare per le future edizioni del Campionato, che dal 1976 privilegerà le Vetture di Produzione Speciale, le cosiddette silhouette, escludendo i prototipi cui verrà dedicato il Campionato del mondo vetture sport. Queste vetture, denominate Gruppo 5, devono assomigliare alle auto stradali da cui derivano e mantenerne la scocca originale, il peso deve essere proporzionato alla cilindrata mentre la parte telaistica, motoristica e aerodinamica non è soggetta a regolamentazioni importanti.

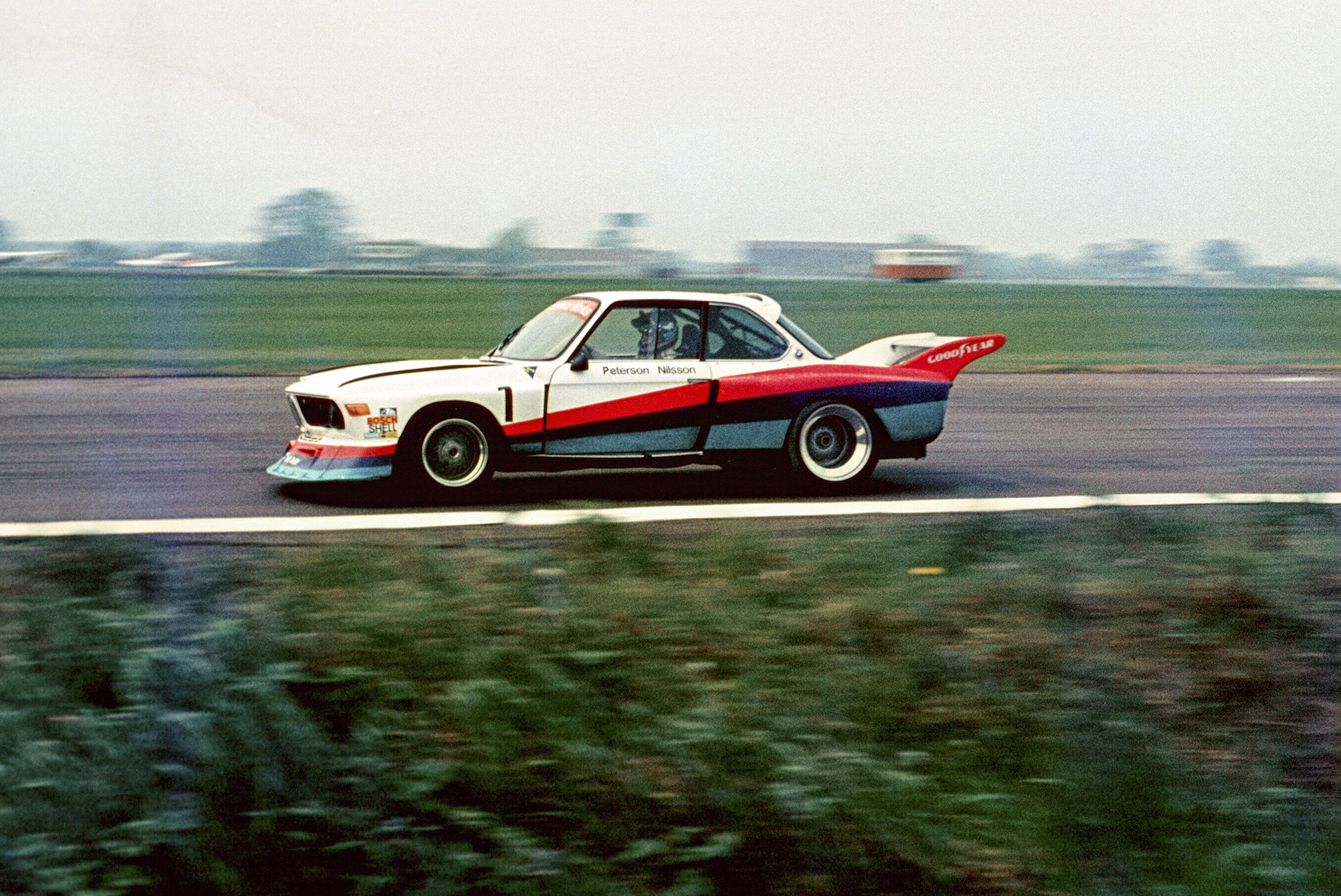
La BMW 3.5 CSL

Il 1976 vede la sfida tutta tedesca tra Porsche e BMW con le altre case costruttrici a fare da comparse. Partecipano al campionato vetture di Gruppo 3, 4 e 5, suddivise in base alla cilindrata in tre divisioni, ma lottano per il titolo solo le Porsche 935 che vincono al Mugello, Vallelunga, Watkins Glen e Dijon, e le BMW 3.5 CSL prime a Silverstone, Nürburgring e Zeltweg. La 935 è prima di categoria alla 24 Ore di Le Mans, prova non valida per il Campionato vinta dalla Porsche 936. Con 95 punti validi, 10 più della rivale, la Porsche vince il Mondiale marche. L'Alfa Romeo vince il campionato vetture sport del 1977, dominando tutte le gare, che ormai erano riservate ai prototipi, mentre La Porsche 935 domina anche la stagione 1977 del campionato mondiale gran turismo,vincendo otto delle nove gare in calendario con la BMW prima in una sola occasione con la 320i. Nel 1978 la solita Porsche senza avversari si aggiudica nove prove su nove in calendario totalizzando 120 punti validi contro gli 8 della De Tomaso seconda classificata. Vista la scarsa adesione al Campionato dal 1979 la Commissione Sportiva Internazionale decide di ammettere alle gare i prototipi che non possono però ottenere punti per il Titolo ma solo puntare alla vittoria nelle singole prove. Il 1979 è anche l'anno del ritorno alle gare di durata della Lancia che con la Beta Montecarlo Turbo si aggiudica al debutto la classifica della Divisione entro i due litri partecipando solo a poche gare. Il Titolo assoluto va per la quarta volta consecutiva alla Porsche.

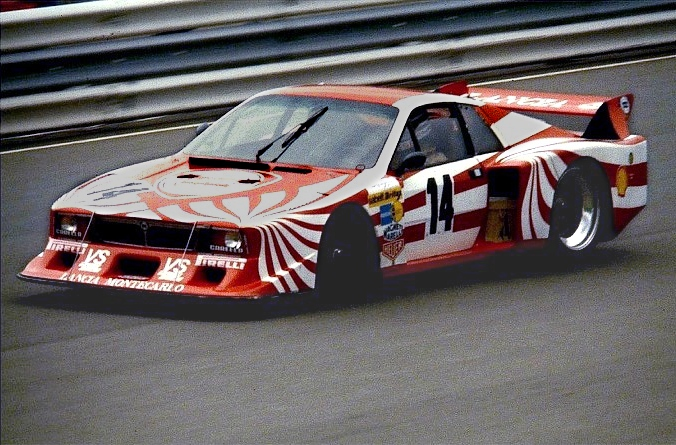
La Lancia Beta Montecarlo nel 1980

Il nuovo cambio regolamentare per la stagione 1980 prevede che vengano assegnati gli stessi punteggi per entrambe le Divisioni e che il Mondiale sia attribuito al costruttore che ottiene più punti nella propria Divisione. La Lancia gareggia nella divisione entro i due litri e vince dieci prove mentre la Porsche nella divisione oltre i due litri ne vince nove. Entrambe le squadre ottengono 160 punti validi ma il titolo viene assegnato alla Lancia per il maggior numero di vittorie di divisione. Nel 1981 le protagoniste sono ancora le 935 e le Beta Montecarlo che gareggiano praticamente da sole nelle rispettive Divisioni. La Lancia vince il Titolo per il secondo anno consecutivo ottenendo la vittoria di divisione in tutte e sei le gare, ciò le frutta 110 punti, mentre la Porsche si ferma a 107,5 per non aver vinto la 1000 km del Nürburgring, che era stata interrotta prima del termine previsto, a causa di un grave incidente, e che aveva dato punteggio dimezzato. Gareggiando nella divisione con cilindrata inferiore la Lancia dominava la classifica di divisione, ma non poteva ottenere i successi assoluti nei singoli eventi, tuttavia riuscì a ottenere anche un successo assoluto, davanti alle Porsche, nell'ultimo evento stagionale, però ai fini della classifica entrambe le case, anche in quell'evento, conteggiarono una vittoria di divisione ciascuna.
L'ennesima rivoluzione dei regolamenti riserva il Campionato 1982 ai nuovi prototipi Gruppo C lasciando alle Gruppo 5 la possibilità di partecipare alle gare senza competere per il titolo.

### Prototipi Gruppo C (1982-1992)
Nel 1982 la FIA nel tentativo di fermare l'escalation nello sviluppo dei motori della categoria GT, introdusse una nuova formula specifica denominata Gruppo C, il cui regolamento tecnico prevedeva sport prototipi chiusi con limitazioni nel consumo di combustibile (la teoria è che limitando il consumo di carburante, le prestazioni del motore possono essere tenute sotto controllo e livellate).
Questo cambiamento non fu ben accolto dalle squadre private, mentre le case automobilistiche aderirono sempre più numerose negli anni seguenti. Secondo le nuove regole, per i motori normalmente aspirati era teoricamente possibile competere contro i motori turbocompressi che avevano dominato la serie negli anni settanta e nell'inizio degli ottanta. In più, la maggior parte delle corse venivano disputate su distanze di 500 o 1000 chilometri, solitamente superando le 3 e le 6 ore rispettivamente, in tal modo era possibile dare risalto alla funzione "di resistenza" nella competizione. Anche alle vetture GT di Gruppo B era consentito partecipare alle gare, ma la loro presenza fu sporadica e alla fine sparirono dalla serie e le Gruppo C divennero le uniche protagoniste del campionato.
Porsche fu il primo costruttore a sposare la serie, con la 956, ma presto parecchie altre marche scesero in campo, comprese Jaguar, Mercedes-Benz, Nissan, Toyota, Mazda ed Aston Martin. Mentre i costi aumentavano, venne creata la categoria C2 (originalmente chiamata C Junior) riservata alle squadre private ed ai piccoli costruttori, con più restrittivi limiti al consumo di combustibile. In questa categoria minore, la maggior parte delle automobili erano spinte da motori BMW o Cosworth.
La formula del Gruppo C aveva riportato i costruttori di nuovo in pista, anche se la categoria era un successo, con folle normali di 50.000 o più, 350.000 alla 24 ore di Le Mans, la FIA varò delle nuove regole introdotte nel 1991 su ordine del vice presidente Bernie Ecclestone: macchine da 750 kg e dotate di motori aspirati 3.500cm³ conformi ai motori da Formula 1, spesso gli stessi. Nonostante la potenza fosse generalmente inferiore alla maggior parte delle automobili del Gruppo C degli anni 80 (intorno ai 650 CV rispetto a 750 CV e oltre), questo tipo di automobili sono considerate le più veloci vetture sport di sempre, grazie alla massiccia ricerca effettuata nel campo dell'aerodinamica.
Tuttavia queste nuove regole entrarono in vigore completamente a partire dalla stagione 1992, a causa del tempo necessario per rinnovare il parco vetture, in quanto non tutte le squadre aderirono immediatamente schierando nuovi telai.
Questa nuova generazione di sport prototipi che sulla carta avrebbero dovuto portare ad una riduzione dei costi per i team e livellare le prestazioni delle vetture, portò in realtà ad un massiccio aumento dei costi di gestione, dato che le squadre di vertice svilupparono dei prototipi capaci di stabilire tempi in prova tali da qualificarli intorno a metà griglia di un corrispondente Gran Premio di Formula 1, malgrado un peso superiore di 200 kg e una potenza leggermente minore, poiché, sebbene i motori fossero simili, le versioni per i prototipi erano depotenziate per poter resistere ad una gara di durata.
In breve molti costruttori abbandonarono la serie, rendendosi conto che i costi di un programma sportivo per far gareggiare un prototipo erano notevolmente lievitati: oramai oltre ad aver costruito motori adatti alla F1 (mentre prima derivavano da unità di serie anche se opportunamente rivisti), dovevano investire ingenti risorse di denaro anche nello sviluppo della veste aerodinamica dei prototipi, senza però avere lo stesso ritorno mediatico delle gare per monoposto. L'esiguo numero di iscrizioni in vista della stagione 1993, indusse la FIA a sopprimere definitivamente il campionato.

### Campionati successivi
Nel 1994 il titolo di campionato mondiale sport prototipi sarebbe stato assegnato ai vincitori di competizioni organizzate dall'IMSA: il Campionato WSC, fino al 1998, e poi l'American Le Mans Series. Nel 2012, a 20 anni di distanza dall'ultimo campionato mondiale per vetture sport gestito dalla FIA, quest'ultima in collaborazione con l'Automobile Club de l'Ouest organizza la prima edizione del campionato del mondo endurance FIA, in inglese FIA World Endurance Championship (WEC) basato sull'Intercontinental Le Mans Cup che va a sostituire.

## Gare
- Autopolis: 1991 (1)
- Brands Hatch: 1972, 1974, 1977-1979 e 1980-1989 (11)
- Brno: 1988 (1)
- Buenos Aires: 1972 (1)
- Città del Messico: 1989-1991 (3)
- Daytona: 1972-1973, 1975 e 1977-1981 (8)
- Digione: 1973, 1975-1976, 1978-1980 e 1989-1990 (8)
- Donington: 1989-1990 e 1992 (3)
- Fuji: 1983-1988 (6)
- Hockenheim: 1977-1985 (2)
- Imola: 1974-1984 (2)
- Jarama: 1987-1989 (3)
- Jerez: 1986-1988 (3)
- Kyalami: 1974 e 1983-1984 (3)
- Le Castellet: 1974 (1)
- Le Mans: 1972-1974, 1980-1988, 1991-1992 (14)
- Magny-Cours: 1991-1992 (2)
- Misano: 1978 (1)

- Montreal: 1990 (1)
- Monza: 1972-1975, 1980-1988, 1990-1992 (16)
- Mosport: 1977, 1980 e 1984-1985 (4)
- Mugello: 1975-1980 e 1985 (7)
- Norisring: 1986-1987 (2)
- Nürburgring: 1972-1984 e 1986-1991 (19)
- Pergusa: 1975 e 1979 (2)
- Sandown Park: 1984 e 1988 (2)
- Sebring: 1972 (1)
- Selangor: 1985 (1)
- Silverstone: 1976-1988 e 1990-1992 (16)
- Spa: 1972-1975 e 1982-1990 (13)
- Suzuka: 1989-1992 (4)
- Targa Florio: 1972-1973 (2)
- Vallelunga: 1973 e 1976-1980 (6)
- Watkins Glen: 1972-1981 (10)
- Zeltweg: 1972-1976 (5)

## Albo d'oro
| Anno | Nome                               | Scuderia                    | Pilota                           |
| ---- | ---------------------------------- | --------------------------- | -------------------------------- |
| 1972 | Campionato mondiale marche         | Ferrari                     | Non assegnato                    |
| 1973 | Campionato mondiale marche         | Matra                       | Non assegnato                    |
| 1974 | Campionato mondiale marche         | Matra                       | Non assegnato                    |
| 1975 | Campionato mondiale marche         | Alfa Romeo                  | Non assegnato                    |
| 1976 | Campionato mondiale marche         | Porsche                     | Non assegnato                    |
| 1977 | Campionato mondiale marche         | Alfa Romeo                  | Non assegnato                    |
| 1978 | Campionato mondiale marche         | Porsche                     | Non assegnato                    |
| 1979 | Campionato mondiale marche         | Porsche                     | Non assegnato                    |
| 1980 | Campionato mondiale marche         | Lancia                      | Non assegnato                    |
| 1981 | Campionato mondiale marche         | Lancia                      | Non assegnato                    |
| 1982 | Campionato mondiale endurance      | Porsche                     | Jacky Ickx                       |
| 1983 | Campionato mondiale endurance      | Porsche                     | Jacky Ickx                       |
| 1984 | Campionato mondiale endurance      | Porsche                     | Stefan Bellof                    |
| 1985 | Campionato mondiale endurance      | Rothmans-Porsche            | Derek Bell Hans-Joachim Stuck    |
| 1986 | Campionato del mondo endurance     | Brun Motorsport Porsche 962 | Derek Bell                       |
| 1987 | Campionato mondiale sportprototipi | Silk Cut-Jaguar             | Raul Boesel                      |
| 1988 | Campionato mondiale sportprototipi | TWR-Jaguar                  | Martin Brundle                   |
| 1989 | Campionato mondiale sportprototipi | Team Sauber-Mercedes        | Jean-Louis Schlesser             |
| 1990 | Campionato mondiale sportprototipi | Team Sauber-Mercedes        | Jean-Louis Schlesser Mauro Baldi |
| 1991 | Campionato mondiale vetture sport  | Silk Cut-Jaguar             | Teo Fabi                         |
| 1992 | Campionato mondiale vetture sport  | Peugeot Talbot Sport        | Yannick Dalmas Derek Warwick     |